# Queimada
För andra betydelser, se Queimada (olika betydelser).

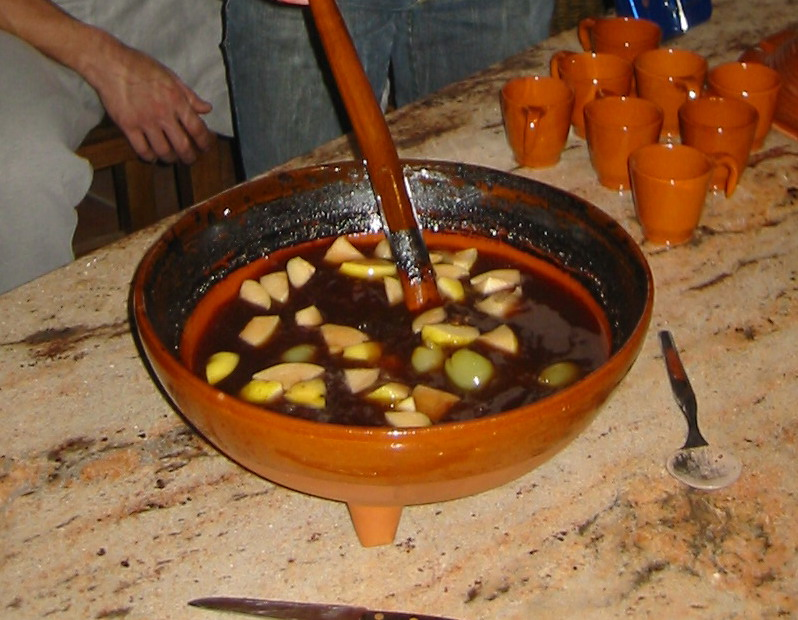

Queimada är en drink gjord av aguardiente med socker, frukt, och/eller kaffebönor. Den kommer från Galicien i Spanien.